# Iona
|  | Per a altres significats, vegeu «Iona (desambiguació)». |

Iona, en anglès, o Ì Chaluim Chille en gaèlic escocès, és una illa de les Hèbrides Interiors d'Escòcia i és a l'oest de l'illa més gran de Mull.
L'any 563 Sant Columba hi fundà l'abadia d'Iona. Des d'aquí predicà la fe cristiana per tota Escòcia, el nord d'Anglaterra i altres indrets d'Europa essent, de tots aquests indrets, l'abadia de Bobbio, a Itàlia, el que es troba més al sud. Molts estudiosos creuen que el Llibre de Kells va ser escrit a Iona entre els segles vii i viii. El primer complex de monestirs cèltics va existir fins al segle xi tot i haver sigut completament destruït en diverses incursions víkings (795, 802, 806). S'hi fundà encara un altre monestir que seria l'abadia benedictina i la catedral de l'illa. El monestir va existir fins a la Reforma Protestant.
Iona fou també la necròpolis dels reis de Dalriada, els primers reis d'Escòcia, l'últim dels quals, Macbeth, es faria famós pel drama del mateix nom de Shakespeare.
L'any 1938 George MacLeod, capellà de l'Església d'Escòcia a Govan (Glasgow), hi fundà de nou una comunitat cristiana (la Iona Community), una missió i obra social encara avui remarcable. La finalitat d'aquesta obra és "trobar noves maneres per arribar al cor de tothom". La comunitat ho fa mitjançant l'obra per als joves, la composició de cançons, misses i la construcció d'esglésies així com apel·la a la justícia, la igualtat i la pau entre tots els homes. A més, aquesta comunitat lidera un moviment que vol recuperar la forma cèltica del cristianisme (cristianisme cèltic).

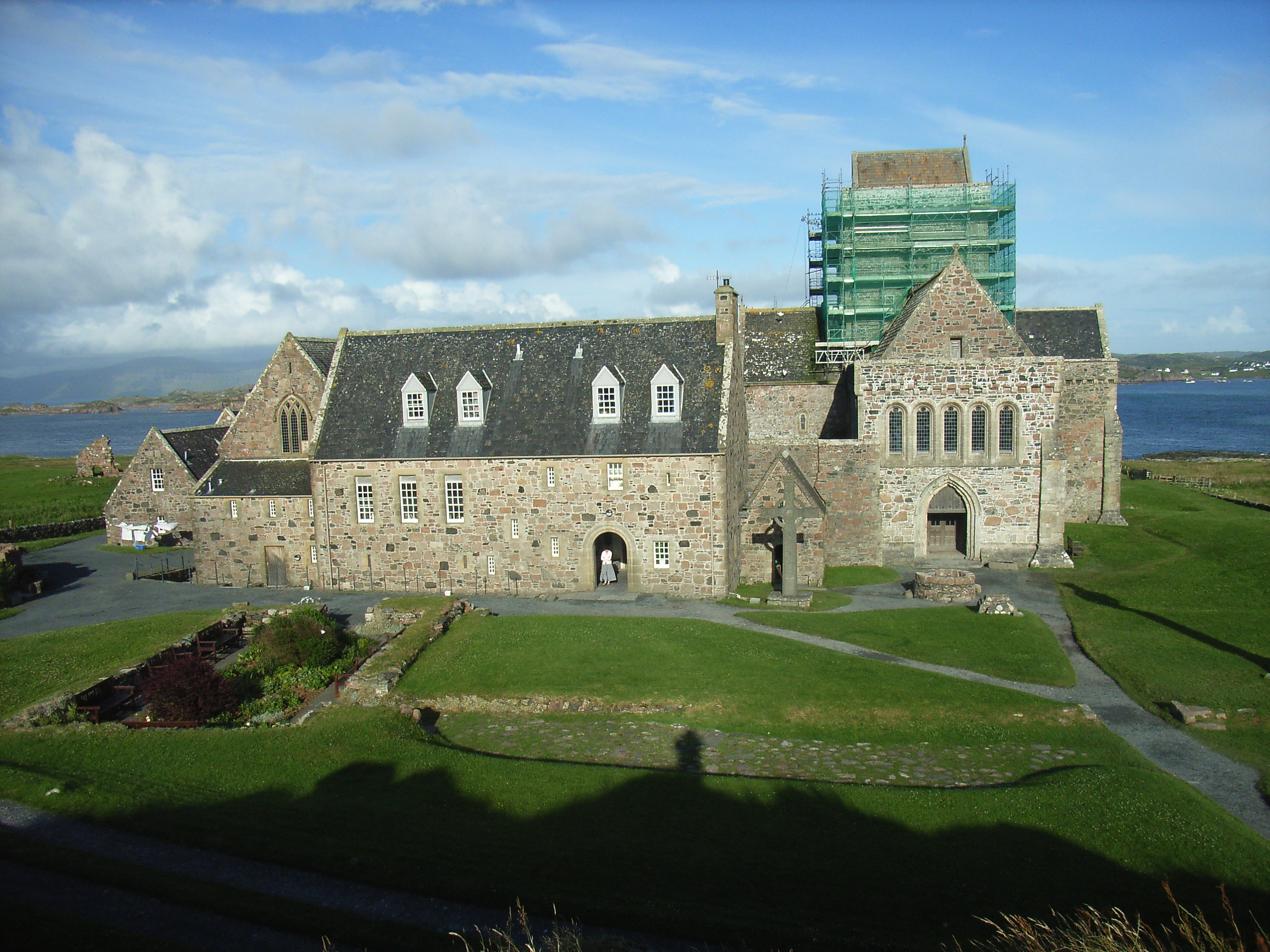
Abadia de Iona
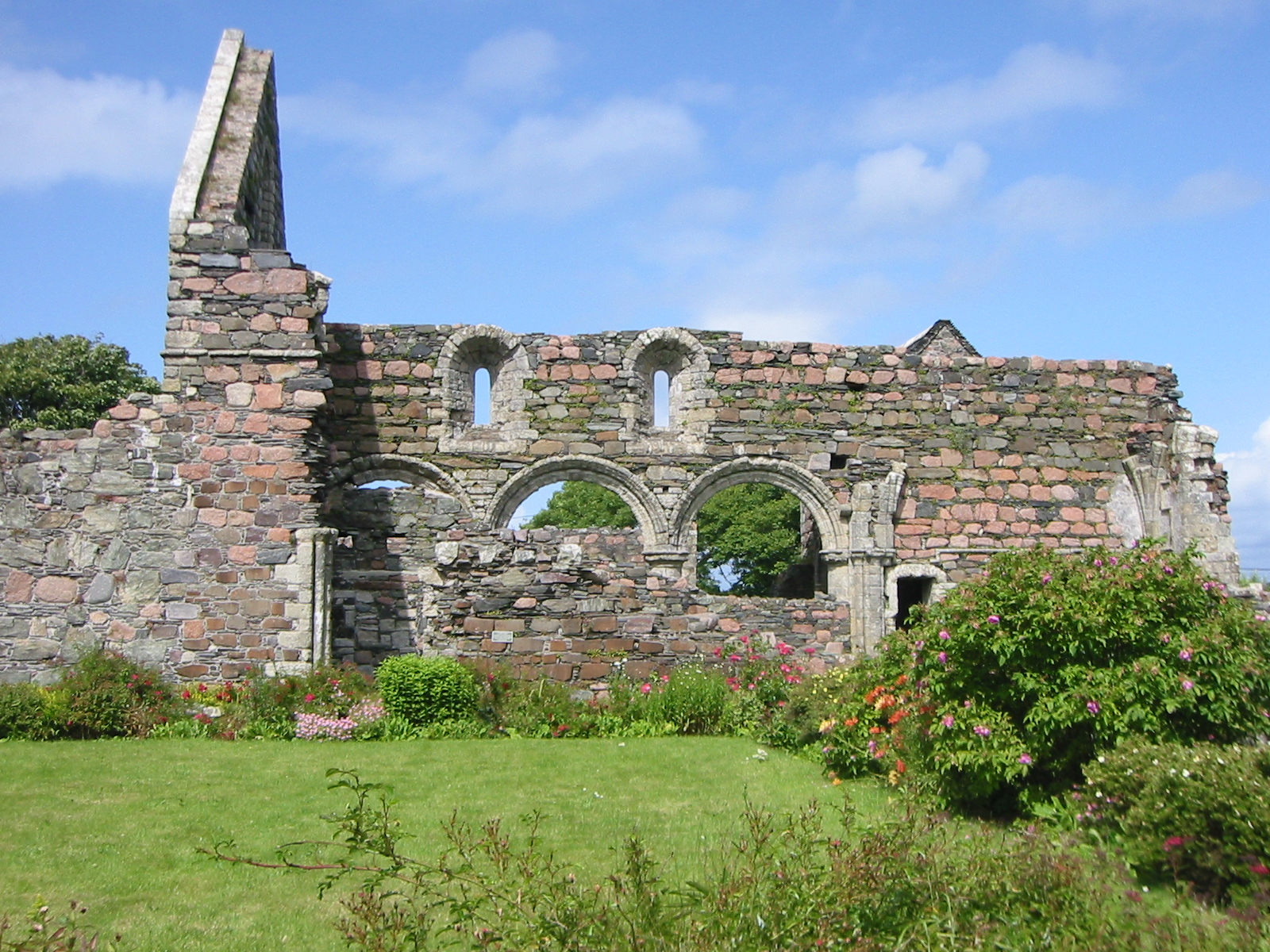
Ruïnes del monestir de monges
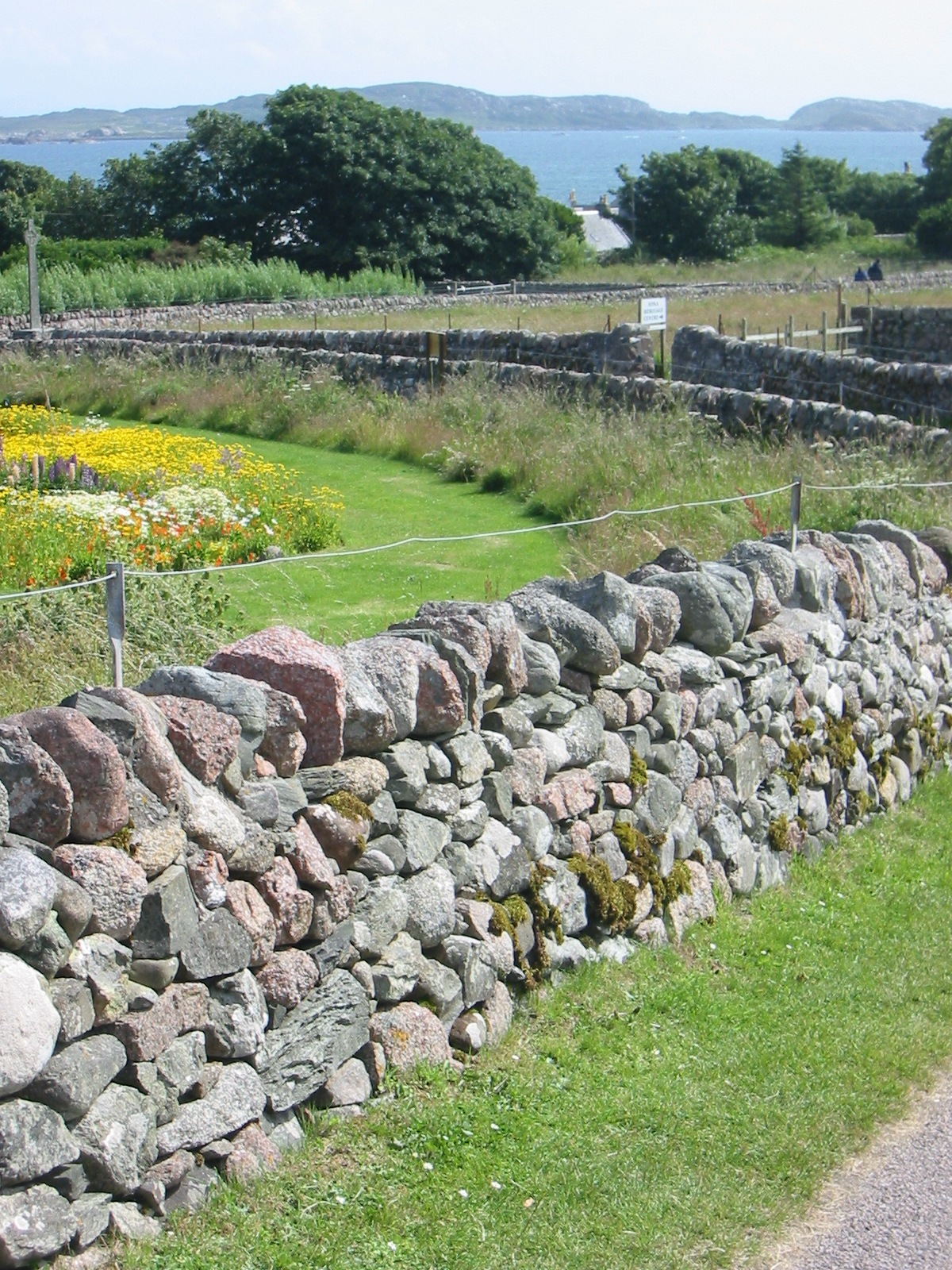
Carretera que duu del monestir de monges a l'abadia
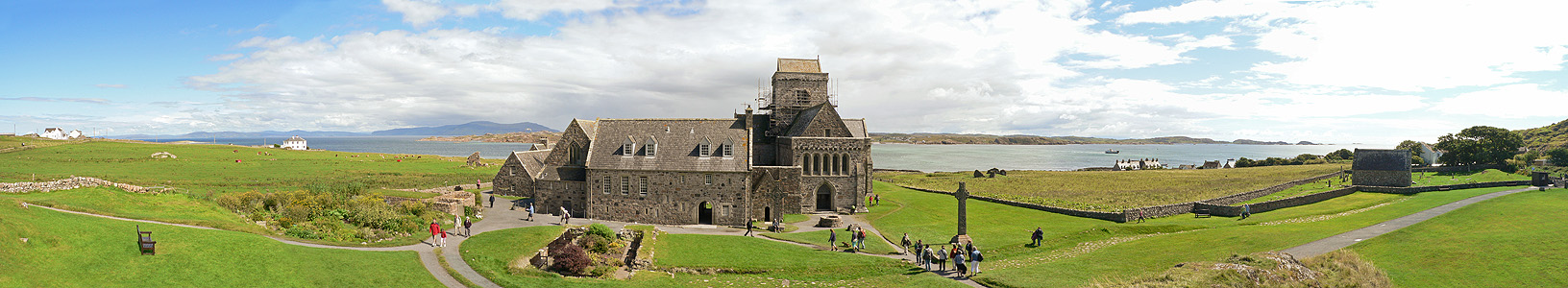
Vista panoràmica de l'abadia
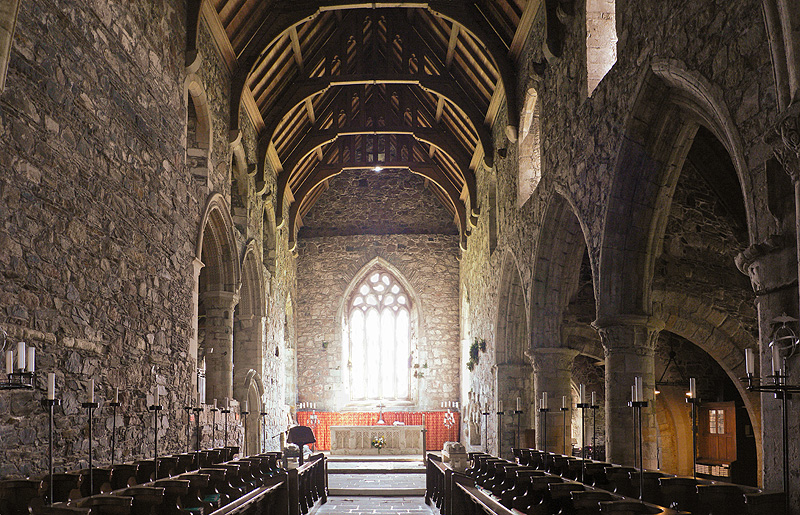
Interior de l'antiga església abacial
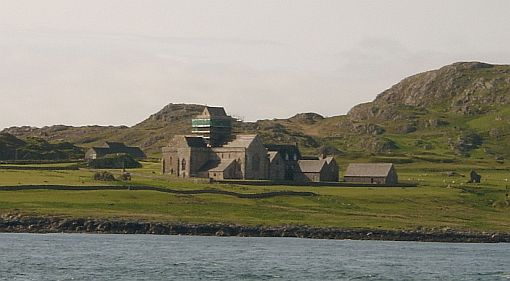
L'abadia de Iona vista des del mar